# Helicops hagmanni
Espèce
Helicops hagmanni  est une espèce de serpents de la famille des Dipsadidae.

## Répartition
Cette espèce se rencontre :
- dans le nord du Brésil ;
- au Venezuela ;
- au Pérou.

Sa présence est incertaine en Colombie.

## Description
Helicops hagmanni mesure de 41 à 85 cm dont 9 à 17 cm pour la queue.

## Étymologie
Cette espèce est nommée en l'honneur du docteur Gottfried A. Hagmann (1874–1946) qui a collecté les premiers spécimens.

## Publication originale
- Roux, 1910 : Eine neue Helicops-Art aus Brasilien. Zoologischer Anzeiger, vol. 36, p. 439-440 (texte intégral).